# Comercialización agrícola
La comercialización agrícola cubre los servicios que se ocupan de hacer llegar el producto agrícola de la granja al consumidor. De esta manera  existen numerosas actividades interconectadas implicadas en este proceso durante el cual los cultivadores pueden vender sus cultivos para poder conservar dinero y volver a sembrar y cultivar .
La comercialización agrícola es realizada más bien por el sector privado que por los gobiernos y todos los pasos de la cadena deben mostrar un beneficio para los participantes. El apoyo a los países en desarrollo para el progreso agrícola es llevado a cabo por organizaciones como la FAO y varias organizaciones donantes. Las actividades incluyen el desarrollo de la información de mercado, extensión en comercialización, capacitación agrícola y desarrollo de infraestructura. Las tendencias recientes muestran el aumento de la cuota de mercado de los supermercados y un creciente interés en la agricultura por contrato y en las actividades de comercialización colectiva.
La comercialización agrícola puede definirse como una serie de servicios involucrados en el traslado de un producto desde el punto de producción hasta el punto de consumo. Por consiguiente la comercialización agrícola comprende una serie de actividades interconectadas que van desde la planificación de la producción, cultivo y cosecha, embalaje, transporte, almacenamiento, elaboración de productos agrícolas y de alimentos, a la distribución y venta de los mismos. Tales actividades no pueden tener lugar sin el intercambio de información y a menudo dependen de la disponibilidad de finanzas adecuadas. Los sistemas de comercialización son dinámicos, competitivos y suponen un cambio y mejoramiento continuo. Los negocios que progresan son los que tienen un costo menor, son más eficientes, y pueden ofrecer productos de calidad. Aquellos que tienen costos altos, no se adaptan a los cambio de demanda del mercado y ofrecen una calidad pobre, a menudo se ven obligados a retirarse del mercado. La comercialización debe orientarse al consumidor al tiempo que debe proporcionar un beneficio al agricultor, transportista, comerciante, procesador, etc. Ello requiere que los implicados en la cadena de comercialización comprendan las necesidades de los compradores, tanto en términos de producto como de condiciones de negocio.

## Comercialización agrícola en los países en desarrollo
Algunas organizaciones proporcionan apoyo a los países en desarrollo para desarrollar sus sistemas de comercialización agrícola, incluyendo la Unidad de comercialización agrícola de la FAO y varias organizaciones donantes. Recientemente también ha habido considerable interés por parte de las ONG para llevar a cabo actividades de vinculación de los agricultores con los mercados. La mejora de los sistemas de comercialización necesita de un sector privado fuerte, respaldado por políticas apropiadas y por redes legislativas y servicios gubernamentales de apoyo efectivos. Tales servicios pueden incluir la provisión de infraestructura de mercados, provisión de información de mercado, y servicio de extensión en comercialización capaces de asesorar a los agricultores sobre comercialización. También se necesita capacitación en comercialización a todos los niveles. Uno de los muchos problemas enfrentados en la comercialización agrícola en países en desarrollo es la hostilidad latente contra el sector privado y la falta de comprensión del papel del intermediario comercial.
Se conoce como agricultura por contrato, al acuerdo entre un agricultor y una empresa, establecido antes de que comience la producción. Una revisión resume los hallazgos de 75 reportes, que cubren 26 ejemplos empíricos de agricultura por contrato en 13 países en desarrollo. La conclusión de dicha revisión es que la agricultura por contrato puede aumentar los ingresos de los agricultores entre 23% y 54%. Asimismo, se concluye que los agricultores más pobres generalmente no son parte de estos esquemas. Estos resultados, sin embargo, deben examinarse con cuidado debido a posibles sesgos en las estimaciones, ya que no existen datos de agricultores que se retiran del programa o que fracasan en los primeros años, por ejemplo.

## Infraestructura de mercado
Una infraestructura de mercado eficiente tal como mercados mayoristas, mercados minoristas y mercados de acopio e instalaciones de almacenamiento, es esencial para una comercialización rentable, para minimizar las pérdidas poscosecha y para reducir los riesgos contra la salud. Los mercados juegan un papel importante en los aspectos de desarrollo rural, generación de ingresos, seguridad alimentaria, desarrollo de enlaces en los mercados rurales y temas de género. Los planificadores necesitan saber cómo diseñar mercados que respondan a las necesidades sociales y económicas de la comunidad y cómo escoger un sitio adecuado para un nuevo mercado. En muchos casos se escogen emplazamientos inapropiados y como resultado se obtiene un uso insuficiente o incluso la no utilización de la infraestructura. Tampoco es suficiente construir un mercado sin más. Hay que considerar la gestión del mercado, y su operación y manutención. En muchos casos, las reformas del mercado han tenido como objetivo solamente la mejora de la infraestructura y al no garantizar la conservación y la administración, la mayoría de estas iniciativas fracasó a los pocos años.
Los mercados de acopio rurales están situados en áreas de producción y sirven fundamentalmente como lugares donde los agricultores pueden encontrase con los comerciantes para vender sus productos. Pueden ser mercados ocasionales (a veces semanales), tales como los haat bazaars en India y Nepal, o permanentes. Los mercados mayoristas terminales se encuentran en las áreas metropolitanas más importantes, donde el producto llega finalmente a los consumidores a través del comercio entre mayoristas y minoristas, proveedores, etc. Las características de los mercados mayoristas han cambiado considerablemente ya que la venta al por menor cambia de acuerdo al crecimiento urbano, al papel creciente de los supermercados y al mayor poder adquisitivo del consumidor. Estos cambios requieren respuestas según el modo en que los mercados mayoristas tradicionales están organizados y administrados. Los sistemas de comercialización minorista en los países occidentales han evolucionado ampliamente de mercados callejeros tradicionales a los modernos hipermercados o centros comerciales fuera de la ciudad. A pesar del crecimiento de los supermercados queda amplio espacio para mejorar la comercialización agrícola en los países en desarrollo por medio de la construcción de nuevos mercados minoristas. Sin embargo, no tiene sentido la mejora de los mercados si con ello no se consigue un impacto socioeconómico positivo. Una regulación efectiva de los mercados es esencial. Dentro del mercado hay que hacer cumplir tanto las reglas higiénicas como las actividades de recaudación de ingresos. De igual importancia, sin embargo, es el mantenimiento del orden fuera del mercado. .

## Información de mercado
Una información de mercado eficiente tiene efectos positivos para los agricultores y para los comerciantes. La información actualizada sobre los precios y otros factores de mercado permite a los agricultores negociar con los comerciantes y también facilita la distribución territorial de los productos desde las zonas rurales a las ciudades y entre los distintos mercados. La mayor parte de los gobiernos de los países en desarrollo han intentado proporcionar servicios de información de mercados a los agricultores, pero han experimentado problemas de sostenibilidad. Además, aún en los casos en que funcionan, el servicio prestado es a menudo insuficiente para permitir decisiones comerciales debido al intervalo de tiempo transcurrido entre la recogida de datos y su diseminación. Las modernas tecnologías de comunicación abren la posibilidad a los servicios de información de mercados de mejorar la provisión de información a través de SMS a teléfonos portátiles, y el rápido crecimiento de estaciones de radio FM en muchos países en desarrollo ofrece la posibilidad de servicios de información más localizados. A la larga, Internet puede llegar a ser un medio efectivo de provisión de información a los agricultores. Sin embargo, los problemas asociados con el costo y exactitud de la recogida de datos todavía deben ser tratados. Incluso cuando los agricultores tienen acceso a la información de mercado, a menudo necesitan ayuda para interpretar esa información. Por ejemplo, el precio de mercado citado en la radio puede referirse a un precio de venta mayorista y los agricultores pueden tener dificultad en traducirlo a un precio realista para su mercado de acopio local. Se han hecho varios intentos en los países en desarrollo para introducir servicios de información comercial de mercado pero estos han sido dirigidos ampliamente a los comerciantes, agricultores comerciales o exportadores. No es fácil imaginar que agricultores pobres puedan generar un beneficio suficiente para que un servicio de información comercial sea rentable, aunque se reporta que en la India un nuevo servicio de este tipo fue empleado por más de 100 000 agricultores durante el primer año de operación.

## Capacitación en comercialización
Frecuentemente los agricultores consideran la comercialización como su mayor problema. Sin embargo, aunque pueden identificar problemas tales como precios bajos, falta de transporte y fuertes pérdidas poscosecha, a menudo tiene pocos medios para identificar soluciones potenciales. Una comercialización exitosa requiere aprender nuevas habilidades, nuevas técnicas y nuevos medios de obtener información. Los extensionistas que trabajan con los ministerios de agricultura o con ONG están a menudo bien capacitados en cuanto a técnicas de producción agrícola, pero normalmente carecen de conocimientos de comercialización o de manejo poscosecha. Es necesario explorar formas de ayudarles a desarrollar sus conocimientos en estas áreas, para que puedan asesorar mejor a los agricultores sobre la agricultura orientada al mercado. Aunque existe una gama de guías genéricas y otros materiales de capacitación disponibles de FAO y de otros, idealmente este material debería ser producido a la medida de las circunstancias nacionales para tener el máximo efecto.

## Ambiente favorable
La comercialización agrícola debe ser organizada dentro de un ambiente de políticas, legal, institucional, macroeconómico, infraestructural y burocrático favorable. Los comerciantes y demás agentes no pueden invertir en un clima de cambios arbitrarios de política gubernamental, tales como aquellos que restringen las importaciones y exportaciones o el movimiento interno de los productos agrícolas. Los comerciantes no pueden operar si sus actividades comerciales se ven obstaculizadas por una burocracia y un exceso de formularios. Una ley inapropiada puede distorsionar y reducir la eficacia del mercado, aumentar los costos de hacer negocios y retardar el desarrollo de un sector privado competitivo. Instituciones de apoyo con pocos recursos, tales como los servicios de extensión agrícola del ministerio o de las municipalidades y cuerpos de promoción de exportaciones que operan ineficazmente en los mercados, pueden ser particularmente perjudiciales. Las malas carreteras aumentan el costo de hacer negocios, reducen los pagos a los agricultores y aumentan los precios a los consumidores. Finalmente, el problema siempre presente de la corrupción puede tener un serio impacto sobre la eficiencia de la comercialización agrícola en muchos países.

## Desarrollos recientes
Se están desarrollando gradualmente nuevos enlaces comerciales entre los agronegocios, los minoristas y los agricultores, por ejemplo a través de la agricultura por contrato, la comercialización colectiva y otras formas de acción colectiva. Los donantes y las ONG están prestando una atención creciente a formas de promoción de enlaces directos entre los agricultores y los compradores. El crecimiento de los supermercados, particularmente en América Latina, y Asia Oriental y Sudoriental, está teniendo un impacto significativo en los canales de comercialización para los productos hortícolas, lácteos y ganaderos. Sin embargo, los mercados al contado continuarán siendo importantes todavía durante muchos años, requiriendo atención al mejoramiento de la infraestructura tanto de los mercados minoristas como mayoristas.